# Luokajaure
Luokajaure är en sjö i Jokkmokks kommun i Lappland och ingår i Luleälvens huvudavrinningsområde. Sjön har en area på 0,328 kvadratkilometer och ligger 520 meter över havet. Luokajaure ligger i Pärlälvens fjällurskog Natura 2000-område. Sjön avvattnas av vattendraget Luokajåkkå.

## Delavrinningsområde
Luokajaure ingår i det delavrinningsområde (741841-161448) som SMHI kallar för Mynnar i Tjåmotisjaure. Medelhöjden är 579 meter över havet och ytan är 36,28 kvadratkilometer. Räknas de 5 avrinningsområdena uppströms in blir den ackumulerade arean 67,22 kvadratkilometer. Luokajåkkå som avvattnar avrinningsområdet har biflödesordning 3, vilket innebär att vattnet flödar genom totalt 3 vattendrag innan det når havet efter 265 kilometer. Avrinningsområdet består mestadels av skog (81 procent) och kalfjäll (11 procent). Avrinningsområdet har 0,33 kvadratkilometer vattenytor vilket ger det en sjöprocent på 0,9 procent.